# Implantodontia
Implantodontia é um ramo da Odontologia que se destina ao tratamento do edentulismo com reabilitações protéticas suportadas ou retidas por implantes dentários. Com o uso de implantes dentários podem ser feitos desde reabilitações unitárias ate grandes reabilitações totais fixas ou removíveis. No Brasil, diferentemente de outros países é uma Especialidade da Odontologia RESOLUÇÃO CFO 168/90. No Brasil, o especialista em implante dentário é conhecido como Implantodontista. 
De acordo com um estudo publicado pelo Journal of Dental Research, uma nova técnica de implante com células tronco permite que um dente cresça na gengiva. Entretanto, a utilização de células-tronco para a regeneração dentária em implantes permanece uma técnica experimental, com a maioria das pesquisas ainda em fase pré-clínica ou em ensaios clínicos iniciais . Atualmente, a implantodontia moderna continua firmemente baseada na técnica de implantes intraósseos, onde parafusos de titânio ou zircônia biocompatíveis são cirurgicamente inseridos no osso maxilar ou mandibular para servir como raiz artificial, sobre os quais próteses dentárias são fixadas.

## História
O descobridor da osseointegração foi o médico sueco Per-Ingvar Brånemark; ao inserir câmaras de titânio na fíbula de coelhos em suas experiências, relatou certa dificuldade na hora de removê-las, ao estudá-las notou a intimidade entre osso e titânio. Bränemark faleceu em 20 de Dezembro de 2014 de complicaçoes relativas a um infarto cardíaco aos 85 anos em Gotemburgo, na Suécia.
A primeira parte do século 20 viu uma série de implantes feitos de uma variedade de materiais. Um dos primeiros implantes bem-sucedidos foi o sistema de implante Greenfield de 1913 (também conhecido como berço ou cesta Greenfield). O implante de Greenfield, um implante de iridioplatina anexado a uma coroa de ouro, mostrou evidências de osseointegração e durou vários anos.
Desde 1960 existiram vário tipos de implantes; porém os implantes radiculares ósseo-integrados foram os mais bem sucedidos com taxas de sucesso margeando os 95 % em 5 anos.
Nos tempos modernos, um implante de réplica de dente foi relatado já em 1969, mas o análogo de dente de polimetacrilato foi encapsulado por tecido mole em vez de osseointegrado.
A implantodontia moderna, como prática odontológica estabelecida, fundamenta-se amplamente nos princípios da osseointegração. Um artigo seminal que detalha essa base é "State of the art in oral implants" de Albrektsson e Sennerby (1991). Este trabalho descreve os conceitos cruciais da osseointegração, que é a conexão direta e estável entre o osso vivo e a superfície de um implante de titânio. Além disso, o estudo explora os diversos fatores que influenciam o sucesso dos implantes, como o design do implante, as características de sua superfície, a qualidade óssea do paciente e as técnicas cirúrgicas empregadas. O artigo solidificou as diretrizes para otimizar os resultados clínicos e expandir as aplicações dos implantes dentários, servindo como um pilar para a compreensão e prática da implantodontia contemporânea.

## Convencional
Tem como objetivo a implantação na mandíbula e na maxila, de materiais e aloplásticos destinados a suportar próteses unitárias, parciais ou removíveis e próteses totais e parciais.Ao redor do titânio ocorre a osseointegração que é caracterizada pela formação de tecido ósseo que irá incorporar este material ao organismo. E, é extremamente importante, que o tecido ósseo mantenha-se preservado mesmo quanto o implante dentário seja submetido aos esforços mastigatórios.
A integração óssea deve-se a incapacidade do nosso organismo em detectar o titânio intra-ósseo; devido a suas características bio-inertes (ao se expor ao ar, a superfície do titânio se transforma em óxido de Ti), não acontece a formação de tecido fibroso em volta do implante, permitindo assim o crescimento ósseo ao redor do mesmo, estando em contato íntimo osso e implante.
Entre 3 e 6 meses após a instalação do implante de titânio pode ser iniciada a prótese. Um processo mais recente propõe a instalação rápida de dentes, chamada carga imediata.

## Sob medida
Implante análogo de raiz (IAR) é um dispositivo médico para substituir uma ou mais raízes de um único dente imediatamente após exodontia. Em contraste com implante convencional, estes implantes são feitos à medida para combinar com a pessoa, eliminando assim qualquer cirurgia adicional no tecido duro ou mole. Como o IAR corresponde ao alvéolo dentário, ele só pode ser colocado em conjunto com a extração dentária: se o dente já tiver sido perdido e o tecido duro e mole já tiver cicatrizado, um IAR não poderá mais ser colocado.

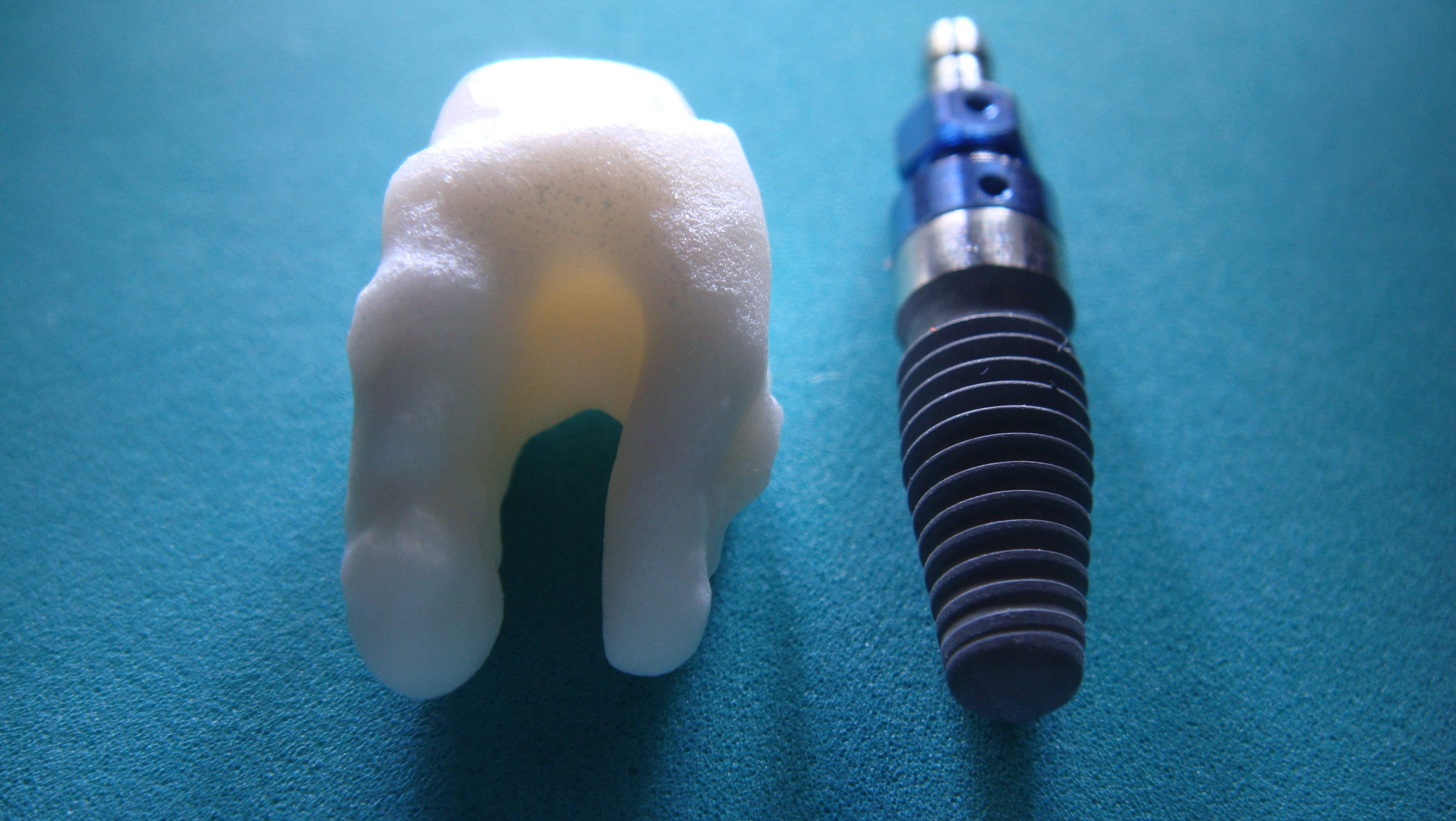
IAR em comparação com implante convencional

Não há diferenças particulares entre o osteointegração de um IAR e o implante convencional.
O IAR é geralmente fabricado a partir do dióxido de zircónio, embora o titânio possa ser usado. O dióxido de zircónio é dopado com pequenas quantidades de óxido de ítrio(III), o que resulta em um material com propriedades térmicas, mecânicas e elétricas aprimoradas e maior resistência à fratura.

## Prótese Dentária na Implantodontia
Na implantodontia, a prótese dentária representa a parte visível e funcional que substitui o dente perdido, sendo fixada sobre o implante dentário (que atua como a "raiz" artificial). Após a osseointegração do implante no osso, a prótese é cuidadosamente planejada e confeccionada para mimetizar a estética e a função dos dentes naturais do paciente. Essa restauração pode ser uma coroa unitária (para um único dente), uma ponte fixa (para vários dentes ausentes) ou até mesmo uma prótese total (para casos de ausência completa de dentes). O objetivo principal é não só restaurar a capacidade de mastigação e fala, mas também devolver a harmonia estética do sorriso e a autoconfiança ao paciente.

## Principais Áreas de Pesquisa
A implantodontia, como uma das especialidades mais dinâmicas da odontologia, está em constante evolução. Hoje em dia, as principais áreas de pesquisa e atuação focam em otimizar resultados, minimizar a invasividade, acelerar a recuperação e garantir a longevidade dos tratamentos, sempre com um olhar para a personalização e a previsibilidade.
As principais áreas de Pesquisa na Implantodontia são:
- Odontologia Digital e Fluxo de Trabalho Digital[14]: Esta é uma área em amplo desenvolvimento  atualmente. Envolve:
  - Escaneamento Intraoral: Substituição das moldagens tradicionais por scanners que criam modelos digitais 3D da boca do paciente.
  - Planejamento Virtual 3D: Softwares avançados permitem simular a posição ideal do implante, considerando a anatomia óssea, nervos e a futura prótese, antecipando desafios e garantindo precisão.
  - Cirurgia Guiada por Computador: A partir do planejamento virtual, são confeccionados guias cirúrgicos impressos em 3D que orientam a broca durante a cirurgia, tornando-a menos invasiva, mais rápida e com maior previsibilidade, reduzindo sangramentos e riscos.
  - CAD/CAM (Desenho e Manufatura Assistidos por Computador): Utilizado para o design e fabricação de próteses e pilares protéticos com alta precisão, permitindo a criação de restaurações personalizadas e esteticamente superiores.
  - Impressão 3D: Não apenas para guias cirúrgicos, mas também para protótipos de próteses, modelos de estudo e até mesmo implantes personalizados em desenvolvimento.
- Biomateriais Avançados e Modificação de Superfície dos Implantes: A pesquisa busca materiais com maior biocompatibilidade e propriedades que acelerem a osseointegração e previnam complicações.
  - Superfícies de Implante Otimizadas: Desenvolvimento de tratamentos de superfície (nanotecnologia, tratamentos químicos e térmicos) que promovem uma adesão óssea mais rápida e forte, reduzindo o tempo de cicatrização e o risco de falha.
  - Zircônia: Além do titânio, a zircônia ganha espaço como material para implantes, especialmente em regiões estéticas e para pacientes com sensibilidade a metais, devido à sua cor branca e propriedades favoráveis.
  - Biomateriais para Regeneração Óssea: Desenvolvimento de enxertos ósseos sintéticos e membranas que estimulam o crescimento ósseo em áreas com deficiência, permitindo a instalação de implantes em casos complexos. A pesquisa com Fibrina Rica em Plaquetas (PRF) para otimizar cicatrização e regeneração também é uma área de interesse.
- Carga Imediata e Protocolos de Tratamento Otimizados:
  - Carga Imediata: A possibilidade de instalar a prótese provisória no mesmo dia da cirurgia do implante, ou em poucos dias, é uma grande demanda dos pacientes e uma área de pesquisa intensa, buscando critérios e técnicas para garantir o sucesso. Atualmente a carga imediata só é possível em alguns casos.
  - Implantes Curtos e Estreitos: O desenvolvimento de implantes com dimensões reduzidas para serem utilizados em situações de pouca disponibilidade óssea, evitando a necessidade de enxertos extensos.
  - Implantes Zigomáticos: Solução para pacientes com reabsorção óssea severa no maxilar superior, onde implantes tradicionais não são viáveis, fixando-se no osso zigomático.
- Manejo de Complicações e Manutenção:
  - Peri-implantite: O estudo da prevenção, diagnóstico precoce e tratamento da peri-implantite (inflamação ao redor do implante) é uma área crucial, visando a longevidade do implante.
  - Manutenção de Implantes: Pesquisas em protocolos de higiene e manutenção específicos para implantes e próteses sobre implantes, garantindo a saúde a longo prazo.
- Inteligência Artificial (IA) e Big Data:
  - A IA está começando a ser utilizada no planejamento, diagnóstico e prognóstico em implantodontia, auxiliando na análise de tomografias e radiografias para identificar padrões e otimizar o posicionamento dos implantes.
  - A análise de grandes volumes de dados (Big Data) pode trazer insights sobre taxas de sucesso, fatores de risco e otimização de tratamentos.